# 近藤あゆみ
近藤 あゆみ（こんどう あゆみ、1989年10月3日 - ）は、日本の元タレント。大分県出身。

## 略歴
2004年、第29回ホリプロタレントスカウトキャラバンで審査員特別賞を受賞し芸能界入り。
2016年3月現在、ホリプロオフィシャルサイトにはプロフィールが掲載されていない。

## 特徴
- 趣味は読書。
- 特技は和太鼓、ダンス、バトントワリング、水泳、テニス、ピアノ、日本舞踊。

## 出演
テレビドラマ
- 歌で逢いましょう♪第5話（GyaO）
- 金曜プレステージ お母さん ぼくが生まれてごめんなさい（フジテレビ、2007年7月13日）
- 学校じゃ教えられない!（日本テレビ、2008年7月 - 9月）

映画
- 愛流通センター（2008年7月19日、アステア）[1][2]
- 湾岸フルスロットル（2008年）[2] - エリ役
- 湾岸フルスロットル2 -ネクスト・バトル-（2008年）[2] - エリ役
- リアル肝試し（2008年）[2]

劇場版アニメ
- Genius Party〈ジーニアス・パーティ〉『ドアチャイム』（2007年7月）

舞台
- 心は孤独なアトム（2008年3月20日 - 23日、シアターアプル）

## 書籍
雑誌連載
- あゆみの歩み（月刊Audition）